# Universität Ingolstadt
Die Universität Ingolstadt wurde 1472 in Ingolstadt von Herzog Ludwig dem Reichen von Bayern-Landshut mit päpstlicher Genehmigung, dem so genannten Privileg, als erste bayerische Universität gegründet. Sie wurde 1800 nach Landshut und von dort 1826 nach München verlegt, wo sie als Ludwig-Maximilians-Universität weiterhin besteht.

## Geschichte

### Gründung

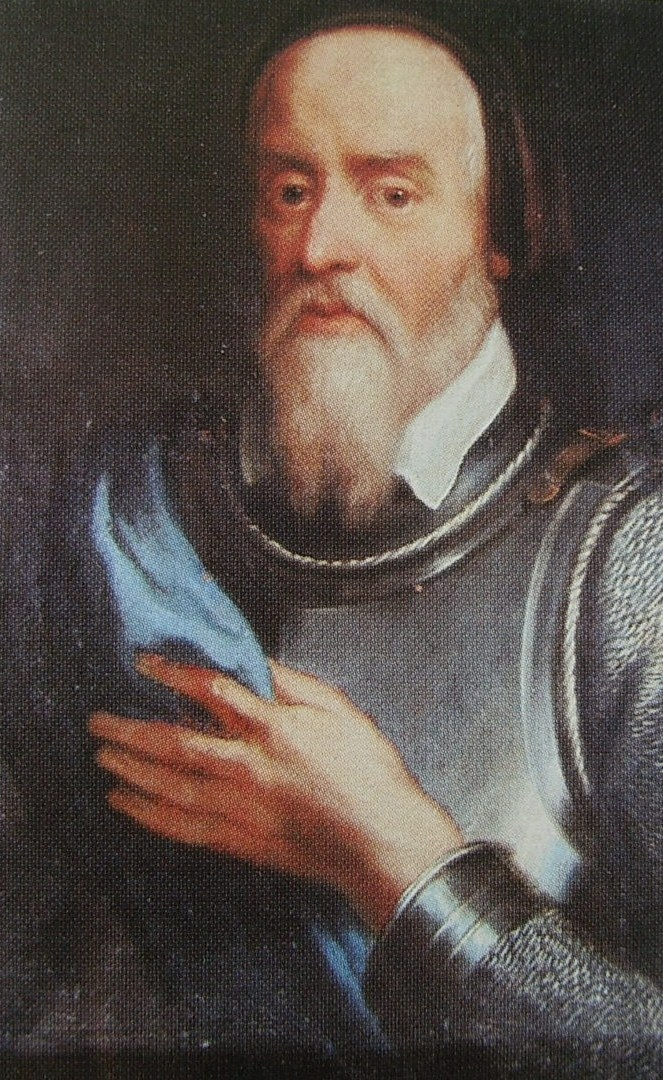
Herzog Ludwig IX., der Reiche, Universitätsgründer

„Die Pest herrscht hier nur sehr selten […]. Es befinden sich daselbst auch Wälder um die Stadt, zu Spaziergängen einladend, wie auch zur Jagd. In der Stadt sind herrliche Kirchen, sonderbar der Tempel zur Unserer Lieben Frau, welcher zu großen akademischen Festen hinlänglich Raum bietet […]. Die Häuser sind geräumig, manche prachtvoll, sie enthalten Wohnungen für mehr als tausend Studenten […]. Der Wein ist etwas teuer, das Fleisch ist gut, das Brot vorzüglich und Fische liefert die Donau ebenso viel, als köstlich.“

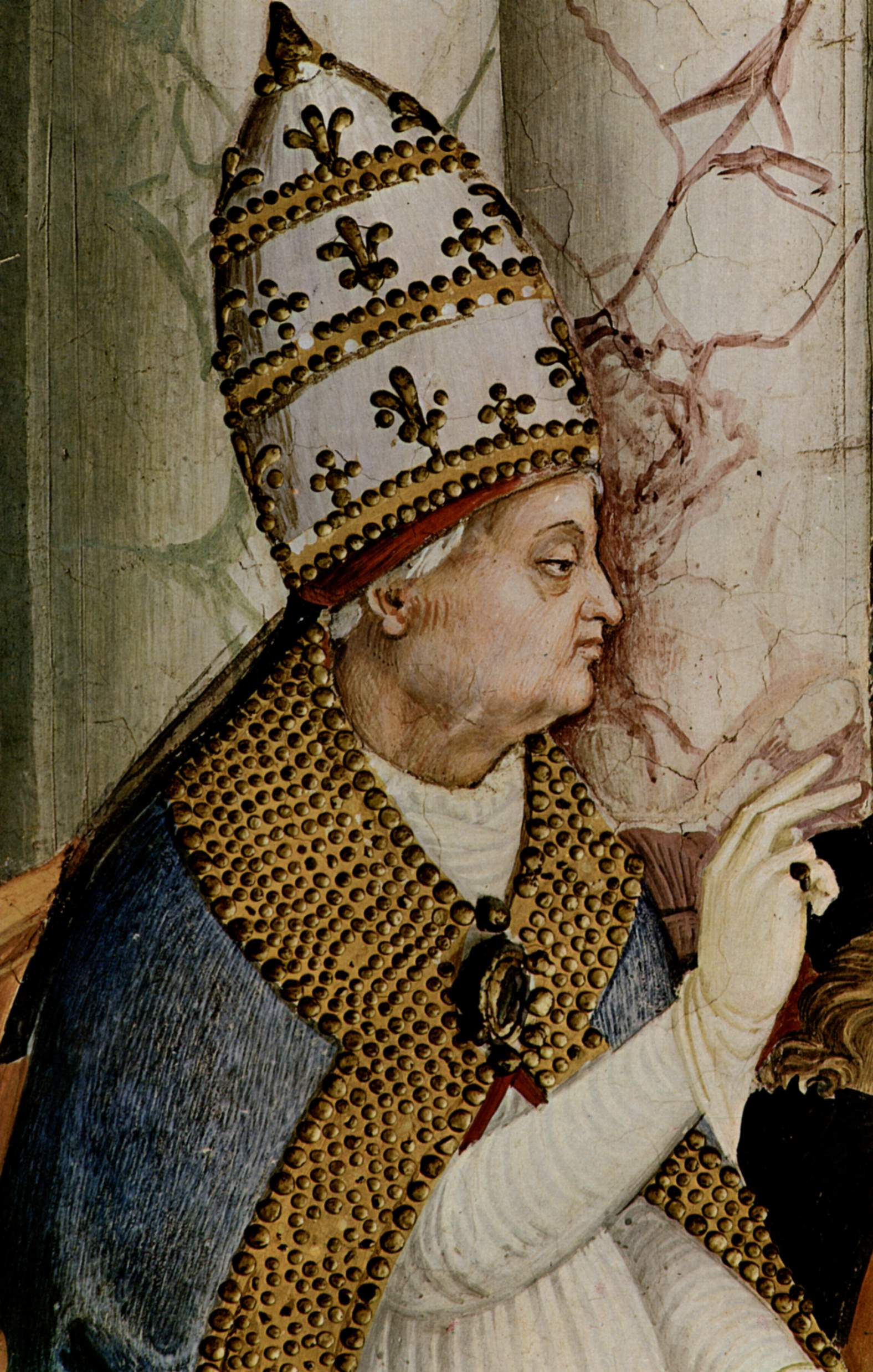
Papst Pius II. erteilte 1472 das Privileg

Bereits 1458 trat Herzog Ludwig der Reiche an Papst Pius II. mit dem Vorschlag der Errichtung einer Universität heran, dem Pius durch eine Bulle am 7. April 1459 zustimmte. Wegen Finanzierungsschwierigkeiten konnte die Universität erst am 26. Juni 1472 eröffnet werden. Die Ehre der lateinischen Eröffnungsrede fiel dem herzoglichen Rat Martin Mair zu. Die Suche nach einem geeigneten Gebäude war langwierig; schließlich stellte der Bischof von Eichstätt das Pfründnerhaus zur Verfügung. Damit konnte in Ingolstadt die elfte Universität im Heiligen Römischen Reich deutscher Nation errichtet werden. Erster Rektor war Christoph Mendel von Steinfels. Zum Zeitpunkt seiner Bestellung waren bereits 489 Studenten immatrikuliert.
An der Universität Ingolstadt wurde zunächst ein studium generale mit den vier klassischen Fakultäten Theologie, Rechtswissenschaft, Medizin und Artes liberales eingerichtet. Letzteres war ein Vorbereitungsstudium für die universitäre Laufbahn, aus dem sich später die philosophische Fakultät entwickelte. Die Gründungsbulle erfasste auch bereits „jede beliebige andere Fakultät“ (qualibet alia licita facultate).
Die Studenten konnten aufsteigend folgende akademische Grade erwerben: Baccalaureus, Sententiarius, Licentiatus und schließlich den Magister.
Die theologische Fakultät hatte den Lehrbetrieb in Person Johannes Ludovicis schon im März 1472, also vor der offiziellen Eröffnung, aufgenommen. Am 9. Februar 1473 ernannte man Johannes Adorf zum ersten Doctor theologiae. Jener Johannes Adorf und der 1475 für die Fakultät gewonnene Georg Zingel waren die ersten beiden ordentlichen Professoren der theologischen Fakultät; sie prägten ihre ersten drei Jahrzehnte. Der mittellosen Studenten der Theologie nahm sich ab 1494 das von Herzog Georg dem Reichen gestiftete Georgianum an.

### Blüte im 16. Jahrhundert

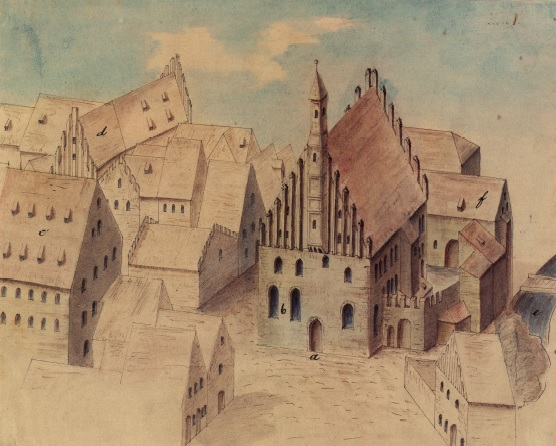
Die Hohe Schule, das Hauptgebäude der Universität Ingolstadt, 1571

Schon vor 1500 fasste der Humanismus in Ingolstadt als erster deutschen Universität Fuß. Seit 1505 wurde das Hebräische, seit 1515 das Griechische gelehrt. Große Gelehrte dieser Zeit waren beispielsweise der Humanist Konrad Celtis, der Historiker Johannes Aventinus (Johann Turmayr) und der Jesuit Petrus Canisius. Durch den Ingolstädter Theologen Johannes Eck wurde Ingolstadt zu einem geistigen Zentrum der Gegenreformation. Nach dem Tode Ecks 1543 ging die Universität teilweise in die Hände des Jesuitenordens über, wie fast alle katholischen Hochschulen bis zur Aufhebung des Ordens 1773 von den Jesuiten geleitet wurden. Einer der bedeutendsten Rektoren der Universität war der Jesuit Petrus Canisius Mitte des 16. Jahrhunderts. Kaiser Ferdinand II. und Kurfürst  Maximilian I. Herzog von Bayern  studierten an der Universität Ingolstadt. In ihrer Blütezeit waren über 1.000 Studenten an der Hohen Schule eingeschrieben.

### Entwicklung im 17. und 18. Jahrhundert

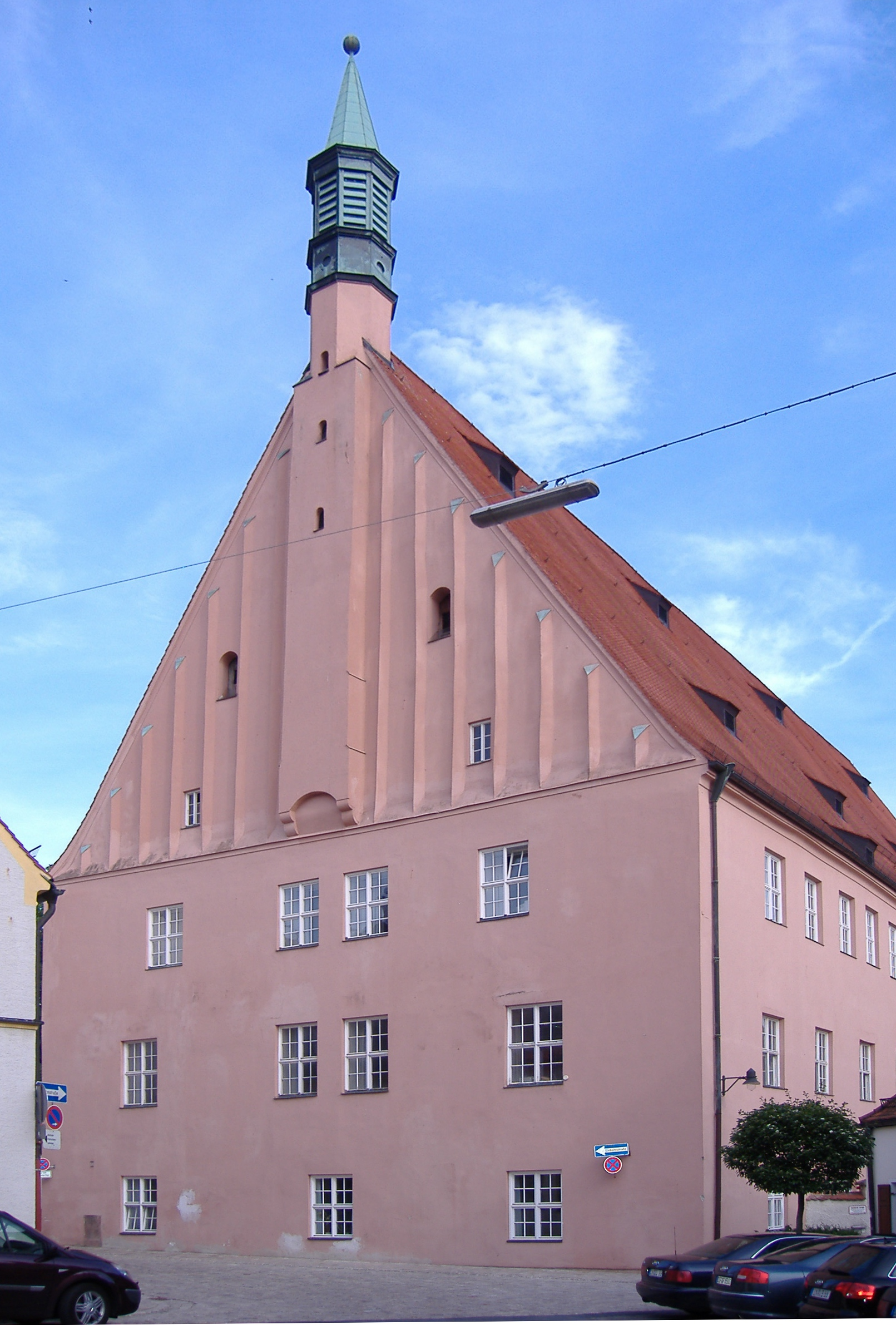
Die Hohe Schule heute

Die Stadt war im Jahr 1539 Festung geworden. Im Dreißigjährigen Krieg war sie schwer umkämpft; die Universität litt sehr und erholte sich nach 1648 nicht mehr.
Seit Mitte des 18. Jahrhunderts setzten Reformversuche ein. Ingolstadt war mit der Universität zu Köln die insgesamt wohl bedeutendste deutsche katholische Hochschule der frühen Neuzeit, in der Studentenfrequenz nach der Reformation nur übertroffen von den großen protestantischen Universitäten in Leipzig, Jena, Wittenberg (später Halle) und Göttingen sowie Königsberg („Albertina“).
Die Aufhebung des Jesuitenordens erfolgte 1773 durch Papst Clemens XIV. auf Druck der Könige von Frankreich, Spanien und Portugal. Dies bedeutete zunächst vor allem die Neuordnung der theologischen und der philosophischen Fakultät, die sich besonders im Ausbau experimenteller Fächer (Physik, Chemie, Pharmazie) niederschlug. Auf die ehemaligen Jesuiten im Lehrkörper konnte aber nicht verzichtet werden. Durch die Wirrnisse, die die Gründung des Illuminatenordens durch den Ingolstädter Professor Adam Weishaupt 1778 brachte, zog mit dessen Unterdrückung jedoch noch einmal die Intoleranz in Ingolstadt ein.

### Aufhebung bzw. Verlegung nach Landshut und München
Als der neue Kurfürst Max IV. Joseph (der spätere König Maximilian I.) von Bayern und sein Minister Graf Montgelas 1799 in Kurpfalz-Bayern zu Reformen ansetzten, wurde die Universität im Jahr 1800 vor dem heranrückenden Krieg nach Landshut (→ Universität Landshut) verlegt. 26 Jahre später, 1826, holte König Ludwig I. die Universität in die Hauptstadt München (→ Ludwig-Maximilians-Universität München).
Auch nach seiner Universitätszeit war das Gebäude der Hohen Schule ein Ort der Bildung und wurde überwiegend als Schulhaus genutzt. Die Alte Anatomie wurde unter anderem als Bauernhof genutzt und verfiel. Anfang der 1970er Jahre kaufte die Stadt Ingolstadt die Alte Anatomie und hat hier das Deutsche Medizinhistorische Museum eingerichtet.

## Bekannte Professoren und Funktionsträger
Siehe auch: Kategorie:Hochschullehrer (Universität Ingolstadt)
| Bild | Name                                                   | Lebensdaten  | Fakultät/Lehrstuhl                         | Funktion                                                                            | Anmerkung |
| ---- | ------------------------------------------------------ | ------------ | ------------------------------------------ | ----------------------------------------------------------------------------------- | --- |
|      | Balthasar Adelmann                                     | 1645–1713    | Katholische Theologie                      | Professor                                                                           | ab 1688 Professor für Ethik; Jesuit |
|      | Caspar Adelmann                                        | 1641–1703    | Katholische Theologie                      | Professor                                                                           | ab 1679 Professor; Student ab 1659; Jesuit                                                                                              |
|      | Joseph Adelmann                                        | 1648–1693    | Hebraistik Physik                          | Professor                                                                           | ab 1679 Professor; Student in Ingolstadt; Jesuit                                                                                        |
|      | Johannes Adorf                                         | † 1505       | Katholische Theologie                      | Professor                                                                           | Theologe, Pfarrer von St. Marien |
|      | Johann Agricola                                        | 1496–1570    | Medizin                                    | Professor                                                                           | ab 1531 Professor; Arzt |
|      | Veit Amerbach                                          | 1503–1557    | Philosophie                                | Professor                                                                           | ab 1543 Professor; Gelehrter; Humanist                                                                                                  |
|      | Peter Apian                                            | 1495–1552    | Mathematik                                 | Professor                                                                           | Mathematiker, Astronom, Geograph |
|      | Philipp Apian                                          | 1531–1589    | Mathematik                                 | Professor                                                                           | Mathematiker, Arzt, Kartograph |
|      | Franz Anton Stebler                                    | 1705–1789    | Medizin, Gerichtliche Medizin              | Professor                                                                           | Hochschullehrer ab 1734, Ordinarius ab 1735, Leibarzt ab 1751, Gutachter um 1742–1750 in Appersdorf (Elsendorf)                         |
|      | Beda Aschenbrenner                                     | 1756–1817    | Rechtswissenschaften                       | Professor                                                                           | ab 1789 Professor für kanonisches Recht; erste Vorlesungen auf Deutsch statt auf Latein                                                 |
|      | Johannes Aventinus                                     | 1477–1534    | Latinistik                                 | Privatdozent                                                                        | Wegbereiter der klassischen Philologie in Deutschland; Student in Ingolstadt                                                            |
|      | Christoph Besold                                       | 1577–1638    | Rechtswissenschaften                       | Professor                                                                           | |
|      | Joseph Biner                                           | 1697–1766    | Philosophie                                | Professor                                                                           | Schweizer Jesuit |
|      | Johann Lonaeus van den Bosch (Johannes Lonäus Boscius) | 1514–1585    | Medizin; Artistenfakultät                  | Professor                                                                           | ab 1558 Rhetorikprofessor; ab 1560 Mediziner                                                                                            |
|      | Franz Burckhard (Burckhardt)                           |              | Katholische Theologie                      | Professor                                                                           | |
|      | Peter Burckhard                                        | 1461–1526    | Medizin                                    | Professor                                                                           | 1520 Rektor; Dekan 1521 |
|      | Adam Burghaber                                         | 1608–1687    | Philosophie                                | Professor                                                                           | |
|      | Nicolas de Bourgogne                                   | 1586–1649    | Rechtswissenschaft                         | Professor                                                                           | kurbayerischer Rat, Hofhistoriograph und Pfalzgraf                                                                                      |
|      | Heinrich Canisius                                      | 1557–1610    | Rechtswissenschaften                       | Professor                                                                           | Professor für kanonisches Recht; Neffe des Hl. Petrus Canisius                                                                          |
|      | Petrus Canisius                                        | 1521–1597    | Katholische Theologie                      | Professor                                                                           | auch Rektor; Heiliger, Kirchenlehrer, Schriftsteller, Jesuit                                                                            |
|      | Joseph Anton Carl                                      | 1725–1799    | Chemie Medizin Physik                      | Professor                                                                           | |
|      | Conrad Celtis                                          | 1459–1508    | Rhetorik Poetik                            | Professor                                                                           | Humanist und Dichter |
|      | Johann Friedrich von Chardel                           | 1673–1713    | Rechtswissenschaft                         | Professor                                                                           | Rektor |
|      | Hieronymus von Croaria                                 | 1460/63–1527 | Rechtswissenschaften                       | Professor                                                                           | Professor für kanonisches Recht; Richter des Schwäbischen Bundes                                                                        |
|      | Johann Baptist Cysat                                   | 1586–1657    | Mathematik                                 | Professor                                                                           | Entdeckte mit seinem Lehrer und Vorgänger Christoph Scheiner 1611 die Sonnenflecken                                                     |
|      | Joachim Denich                                         | 1560–1633    | Rechtswissenschaften                       | Professor                                                                           | Ratgeber Herzog Maximilians I. |
|      | Kaspar Denich                                          | 1591–1660    | Rechtswissenschaften                       | Professor                                                                           | Gegner der Hexenprozesse |
|      | Johannes Eck                                           | 1486–1543    | Katholische Theologie                      | Professor                                                                           | |
|      | Leonhard von Eck                                       | 1480–1550    |                                            | Protektor der Sodalitas litteraria Angilostadensis                                  | bayerischer Kanzler |
|      | Oswald von Eck                                         |              |                                            | Rektor                                                                              | Rektor 1539 |
|      | Michael Eiselin                                        | 1558–1613    | Katholische Theologie                      | Professor                                                                           | Dekan 1591; Jesuit |
|      | Martin Eisengrein                                      | 1535–1578    | Katholische Theologie                      | Professor                                                                           | mehrfach Rektor und Dekan |
|      | Ulrich Ellenbog                                        | 1435–1499    | Medizin                                    | Professor                                                                           | Einer der ersten Professoren der Medizin in Ingolstadt                                                                                  |
|      | Johannes Engel                                         | 1463–1519    | Mathematik Physik                          | Professor                                                                           | |
|      | Johannes Fabri                                         | 1504–1558    | Katholische Theologie                      | Professor                                                                           | Kontroverstheologe; Dominikaner |
|      | Johann Georg Feßmaier                                  | 1775–1828    | Rechtswissenschaften                       | Professor                                                                           | Regierungsbeamter |
|      | Philipp Fischer                                        | 1744–1800    | Medizin                                    | Professor und Dekan                                                                 | Leibarzt Kurfürst Maximilian III. Josephs                                                                                               |
|      | Valentin Forster                                       | 1530–1608    | Rechtswissenschaften                       | Privatdozent                                                                        | |
|      | Melchior Friderich                                     | 1654–1709    | Kirchenrecht, Ethik                        | Professor                                                                           | Jesuit, Kirchenrechtler und Hochschullehrer, war von 1684 bis 1693 Professor der Ethik und von 1700 bis 109 Professor des Kirchenrechts |
|      | Leonhart Fuchs                                         | 1501–1566    | Medizin                                    | Dozent                                                                              | schon Student in Ingolstadt; einer der Väter der Pflanzenkunde (Herausgeber von Kräuterbüchern)                                         |
|      | Johannes Gailkircher                                   | 1543–1621    | Rechtswissenschaften                       | Professor                                                                           | Mitarbeit am Codex Maximilianeus (1616)                                                                                                 |
|      | Mathias Gabler                                         | 1736–1805    | Philosophie Physik Ökonomie                | Professor                                                                           | Jesuit; Schulreformator |
|      | Obertus Giphanius                                      | 1534–1604    | Rechtswissenschaften                       | Professor                                                                           | Moral- und Pastoraltheologe |
|      | Nikolaus Thaddäus von Gönner                           | 1764–1827    | Rechtswissenschaften                       | Professor                                                                           | einer der Väter der Pflanzenkunde (Herausgeber von Kräuterbüchern); schon Student in Ingolstadt;                                        |
|      | Dominicus Gollowitz                                    | 1761–1809    | Theologe                                   | Professor                                                                           | Professor für Theologie, Benediktiner                                                                                                   |
|      | Georg Hauer                                            | 1484–1536    | Rechtswissenschaften                       | Professor                                                                           | mehrfacher Rektor |
|      | Christoph Haunold                                      | 1610–1689    | Philosophie und Theologie                  | Professor                                                                           | Jesuit |
|      | Berthold Hauser                                        | 1713–1762    | Philosophie                                | Professor                                                                           | 1748/149 Professor der Ethik, Jesuit, Mathematiker, Philosoph                                                                           |
|      | Placidus Heinrich                                      | 1758–1825    | Physik                                     | Professor                                                                           | Meteorologe |
|      | Sebastian Heiß                                         | 1571–1614    | Theologie und Philosophie                  | Professor                                                                           | Kontroversist |
|      | Carl Sebastian Heller von Hellersberg                  | 1772–1818    | Rechtswissenschaften                       | außerordentlicher Professor                                                         | Staatsrechtler |
|      | Heinrich Henrich                                       | 1614–1782    | Philosophie                                | Professor                                                                           | ab 1654 Professor für Philosophie; Jesuit                                                                                               |
|      | Hans-Georg Hermann                                     |              | Rechtswissenschaften                       | Professor                                                                           | Professor in Landshut |
|      | Wiguläus Hundt                                         | 1514–1588    | Rechtswissenschaften                       | Professor                                                                           | Professor des Institutionenrechts; Rektor 1539; bayerischer Rat; Geschichtsschreiber                                                    |
|      | Albert Hunger                                          | 1545–1604    | Philosophie                                | Professor                                                                           | zudem Theologe |
|      | Wolfgang Hunger                                        | 1511–1555    | Rechtswissenschaften                       | Professor                                                                           | zudem Rektor; Assessor beim Reichskammergericht                                                                                         |
|      | Philipp Jakob Huth von Dessendorf                      | 1742–1813    |                                            | Universitätsbibliothekar                                                            | katholischer Theologe; Student in Ingolstadt                                                                                            |
|      | Johann Adam von Ickstatt                               | 1702–1776    | Rechtswissenschaften                       | Professor                                                                           | |
|      | Joanni Ivitio ab Iviczna (Jan Iwicki z Iwiczny)        | 1580–1598    | Rechtswissenschaften                       | Professor                                                                           | Professor für kanonisches Recht; gestorben am 3. Dezember 1598                                                                          |
|      | Graf Friedrich von Kastel                              |              |                                            | Rektor                                                                              | Rektor 1537 |
|      | Anton Jonas Kilianstein                                | 1560–1638    | Anatomie Chirurgie                         | Professor                                                                           | Rektor 1623–1636 (acht Mal) |
|      | Karl Klocker                                           | 1748–1805    | Rechtswissenschaften                       | Professor                                                                           | Kanonist |
|      | Gabriel Knogler                                        | 1759–1838    | Mathematik Physik                          | Professor                                                                           | Rektor |
|      | Ignatius Kögler                                        | 1680–1746    | Mathematik                                 | Professor                                                                           | lehrte auch alte Sprachen und Hebräisch                                                                                                 |
|      | Johann Nepomuk Gottfried von Krenner                   | 1759–1812    | Geschichte und Recht                       | Professor                                                                           | Staatsmann |
|      | Caspar Lagus                                           | 1526/33–1606 | Rechtswissenschaften                       | Professor                                                                           | Gegner der Hexenverbrennung |
|      | Johann Kaspar von Lippert                              | 1729–1800    | Rechtswissenschaften                       | Professor und Rektor                                                                | bayerischer Verwaltungsjurist, Historiker und Hochschullehrer                                                                           |
|      | Johann Georg von Lori                                  | 1723–1787    | Rechtswissenschaften                       | Professor                                                                           | Professor für Kriminalrecht und Rechtsgeschichte; Historiker; hoher bayerischer Beamter;                                                |
|      | Abraham Löscher                                        | 1520–1575    | Artistenfakultät                           | Professor und Dekan                                                                 | Humanist, Dichter und Rechtswissenschaftler                                                                                             |
|      | Johannes Ludovici                                      | † 1480       | Theologie                                  | Professor                                                                           | Weihbischof in Regensburg, herzoglich-bayerischer Rat und erster Professor der Theologie                                                |
|      | Joseph Mangold                                         | 1716–1787    | Theologie                                  | Professor                                                                           | ab 1747 Professor der Philosophie, ab 1756 der Theologie                                                                                |
|      | Maximus Mangold                                        | 1722–1797    | Theologie                                  | Professor                                                                           | ab 1757 Professor der Philosophie, ab 1763 der Theologie                                                                                |
|      | Kaspar Manz                                            | 1606–1677    | Rechtswissenschaft                         | Professor                                                                           | 1636 bis 1653, wieder ab 1660 Professor der Rechte, siebenmal Rektor                                                                    |
|      | Leonhard Marstaller                                    | 1488–1546    | Katholische Theologie                      | Professor                                                                           | Theologe der Reformationszeit; Domherr zu Eichstätt                                                                                     |
|      | Friedrich Martini                                      | † 1630       | Rechtswissenschaft                         | Professor                                                                           | War zunächst gegen den Widerstand der Jesuiten Professor der Logik                                                                      |
|      | Johann Nepomuk Mederer                                 | 1734–1808    | Geschichte, Kirchengeschichte              | Professor                                                                           | Verfasser einer Chronik der Universität, Jesuit                                                                                         |
|      | Christoph Mendel von Steinfels                         | † 1508       | Rechtswissenschaften                       | Professor                                                                           | erster Rektor der Universität; Bischof von Chiemsee                                                                                     |
|      | Philipp Menzel                                         | 1546–1613    | Medizin Poetik                             | Professor                                                                           | erster Poeta laureatus der Universität                                                                                                  |
|      | Albert Menzel                                          | † 1632       | Medizin                                    | Professor                                                                           | Leibarzt des Herzogs Wolfgang Wilhelm von Pfalz-Neuburg; Botaniker                                                                      |
|      | Joseph Milbiller                                       | 1753–1816    | Geschichte                                 | Professor                                                                           | Vertreter der katholischen Aufklärung                                                                                                   |
|      | Johann Adam Morasch                                    | 1682–1734    | Medizin                                    | Professor, Rektor, Dekan                                                            | Mediziner und Hochschullehrer, ließ die Alte Anatomie erbauen                                                                           |
|      | Franz Xaver von Moshamm                                | 1756–1826    | Kameralistik                               | Professor, Gründungsmitglied des Instituts für Kameralistik                         | Kameralist und Hochschullehrer |
|      | Petrus Niger                                           | 1434–1483    | Katholische Theologie                      | Professor                                                                           | Verfasser der frühesten gedruckten antisemitischen Schriften                                                                            |
|      | Vitus Pichler                                          | 1670–1736    | Kirchenrecht                               | Professor                                                                           | Jesuit, Kontroverstheologe und Kirchenrechtler                                                                                          |
|      | Ehrenreich Pirhing                                     | 1606–1679    | Philosophie und Moraltheologie             | Professor                                                                           | Jesuit, römisch-katholischer Theologe, Kirchenrechtler und Hochschullehrer                                                              |
|      | Martin Prenninger                                      | 1450–1501    | Artistenfakultät                           | Professor                                                                           | Humanist und Rechtsgelehrter |
|      | Johann Joseph Prugger                                  | 1717–1788    | Rechtswissenschaftler                      | Professor, Rektor, Vorsitzender des Verwaltungsrats, Leiter des Universitätsarchivs | Direktor des kurfürstlichen Ratskollegiums                                                                                              |
|      | Johannes Ramelspach                                    |              | Rechtswissenschaften                       | Professor                                                                           | |
|      | Johann Christoph Raßler                                | 1654–1723    | Katholische Theologie Philosophie          | Professor                                                                           | Professor für Moraltheologie; Jesuit; Studien-Präfekt                                                                                   |
|      | Arnold Rath                                            | 1599–1671    | Rechtswissenschaft                         | Professor                                                                           | Rechtswissenschaftler und Hochschullehrer                                                                                               |
|      | Aemilian Reif                                          | 1741–1790    | Theologie                                  | Professor                                                                           | Benediktiner, Theologe und Hochschullehrer                                                                                              |
|      | Gregor Leonhard Reiner                                 | 1756–1807    | Professor                                  | Philosoph und Praemonstatenser                                                      | |
|      | Johannes Reuchlin                                      | 1455–1522    | Hebraistik                                 | Professor                                                                           | Philosoph, Humanist, Jurist und Diplomat                                                                                                |
|      | Johann Michael Sailer                                  | 1751–1832    | Katholische Theologie                      | Professor                                                                           | Bischof von Regensburg |
|      | Caspar Schatzger                                       | 1463/64–1527 | Katholische Theologie                      | Lektor                                                                              | späterer Franziskaner-Observant, bekannter Kontroverstheologe der Reformationszeit; Student in Ingolstadt                               |
|      | Christoph Scheiner                                     | 1573–1650    | Physik Hebraistik                          | Professor                                                                           | Entdecker der Sonnenflecken; Jesuit |
|      | Johann Peter Schiltenberger                            | 1684–1759    | Rechtswissenschaft                         | Professor                                                                           | mehrmaliger Rektor |
|      | Franz Schmalzgrueber                                   | 1663–1735    | Kanonisches Recht                          | Professor                                                                           | Schrieb ein Standardwerk für das kanonische Recht; Jesuit                                                                               |
|      | Benedict Schmidt                                       | 1726–1778    | Rechtswissenschaften                       | Professor                                                                           | Rektor |
|      | Caspar Schober                                         | 1504–1532    | Rechtswissenschaften                       | Professor                                                                           | Richter am Reichskammergericht |
|      | Hermann Scholliner                                     | 1722–1795    | Katholische Theologie                      | Professor                                                                           | Professor für Dogmatik; Rektor |
|      | Franz de Paula von Schrank                             | 1784–1800    | Philosophie/Kameralwissenschaften          | Professor                                                                           | Professor für Naturgeschichte, Direktor des Kameralinstituts                                                                            |
|      | Franz Joseph Seedorf                                   | 1691–1758    | Katholische Theologie                      | Professor                                                                           | Jesuit; Beichtvater und Berater zweier Pfälzer Kurfürsten                                                                               |
|      | Sebastian Seemiller                                    | 1752–1798    | Katholische Theologie Orientalistik        | Professor                                                                           | mehrfach Dekan; Rektor; Oberbibliothekar der Universitätsbibliothek                                                                     |
|      | Johannes Stabius                                       | 1468–1522    | Mathematik                                 | Professor                                                                           | Professor 1498–1503 |
|      | Friedrich Staphylus                                    | 1512–1564    | Katholische Theologie Geschichte Humaniora | Professor                                                                           | zuvor lutherischer Theologe |
|      | Benedikt Stattler                                      | 1728–1797    | Katholische Theologie                      | Professor                                                                           | Prokanzler; Lehrer Sailers |
|      | Gerhoh Steigenberger                                   | 1741–1787    | Philosophie, Literaturgeschichte           | Professor und Universitätsbibliothekar                                              | Augustinerchorherr, Hofbibliothekar |
|      | Coelestin II. Steiglehner                              | 1738–1819    | Physik Mathematik                          | Professor                                                                           | letzter Fürstabt von St. Emmeram in Regensburg                                                                                          |
|      | Georg Stengel                                          | 1584–1651    | Philosophie Theologie                      | Professor                                                                           | Schriftsteller |
|      | Adam Tanner                                            | 1572–1632    | Katholische Theologie Hebraistik           | Professor                                                                           | Gegenreformator; Hexentheoretiker; Jesuit                                                                                               |
|      | Marcus Tatius                                          | 1509–1562    | Poetik                                     | Professor                                                                           | Poeta laureatus 1541; Assessor am Reichskammergericht                                                                                   |
|      | Georg Theander                                         | 1508–1570    | Katholische Theologie                      | Professor                                                                           | |
|      | Johannes Tolhopf (Johannes Tolophus)                   | 1429–1503    | Philosophie Katholische Theologie          | Professor                                                                           | Professor 1472, Rektor 1473 und ab 1479 Königlicher Rat und Hofastrologe des Königs Matthias Corvinus                                   |
|      | Sixtus Tucher                                          | 1459–1507    | Rechtswissenschaften                       | Professor                                                                           | 1488 Rektor |
|      | Gregor von Valencia                                    | 1549–1603    | Katholische Theologie                      | Professor                                                                           | Beichtvater Maximilians I. |
|      | Joseph Vogler                                          | 1661–1708    | Philosophie Theologie                      | Professor                                                                           | Jesuit |
|      | Joseph von Weber                                       | 1753–1831    | Physik Chemie                              | Professor                                                                           | |
|      | Adam Weishaupt                                         | 1748–1830    | Rechtswissenschaften                       | Professor                                                                           | Gründer der Illuminaten |
|      | Johann Georg Weishaupt                                 | 1716–1753    | Rechtswissenschaften                       | Professor                                                                           | Professor für Institutionen, Strafrecht und allgemeine Rechtsgeschichte                                                                 |
|      | Georg von Widmont                                      | 1640–1706    | Rechtswissenschaften                       | Professor                                                                           | Ab 1676 Professor für Institutionenlehre, Pandektenwissenschaft, Prozess- und Lehnsrecht                                                |
|      | Nikolaus Wynmann                                       | 1510–1550    | Hebraistik                                 | Professor                                                                           | Schweizer Humanist |
|      | Georg Zingel                                           | 1428–1508    | Katholische Theologie                      | Professor                                                                           | Dekan |
|      | Viglius Zuichemus                                      | 1507–1577    | Rechtswissenschaften                       | Professor                                                                           | Niederländischer Staatsmann; Botschafter Kaiser Karls V.                                                                                |
|      | Joseph Zwinger                                         | 1705–1772    | Katholische Theologie                      | Professor                                                                           | Jesuit |

## Bekannte Studenten
| Bild | Name                                  | Lebensdaten     | Fakultät/Studienfach                                                          | Studienzeit                                                                | Anmerkung |
| ---- | ------------------------------------- | --------------- | ----------------------------------------------------------------------------- | -------------------------------------------------------------------------- | --- |
|      | Franz von Baader                      | 1765–1841       | Medizin                                                                       |                                                                            | Arzt, Bergbauingenieur und Philosoph                                                                               |
|      | Carl Anton von Barth                  | 1758–1797       | Rechtswissenschaften                                                          |                                                                            | Bürgermeister von München und Landschaftskanzler                                                                   |
|      | Maximilian I. von Bayern              | 1573–1651       | Rechtswissenschaften                                                          | 1587–1591                                                                  | Herzog von Bayern (1597–1651) ab 1623 Kurfürst                                                                     |
|      | Maximilian Franz Joseph von Berchem   | 1702–1778       | Kameralwissenschaften                                                         |                                                                            | Bayerischer Minister des Äußeren 1745–1777                                                                         |
|      | Tilmann Bredenbach                    | 1526–1587       | Katholische Theologie                                                         | um 1565                                                                    | katholischer Theologe und Geistlicher, Kanoniker in Köln                                                           |
|      | Placidus Bridler                      | 1613–1679       | Kirchenrecht                                                                  | 1639–1640                                                                  | Benediktinerpater, Theologe und Kirchenrechtler                                                                    |
|      | Wilhelm Eisengrein                    | 1543–1584       | Rechtswissenschaften                                                          |                                                                            | Theologe; Jurist; Historiker                                                                                       |
|      | Johann Georg Feßmaier                 | 1775–1828       | Rechtswissenschaften                                                          | 1794–1797                                                                  | Professor und Regierungsbeamter                                                                                    |
|      | Christoph Gewold                      | 1556–1621       | Rechtswissenschaft                                                            | ab 1581                                                                    | Historiker und Jurist                                                                                              |
|      | Franz Grundmayr                       | 1750–1823       | Theologie                                                                     | bis 1773                                                                   | Geistlicher, Theologe und Schriftsteller                                                                           |
|      | Philipp von Gundel                    | 1493–1567       | Rechtswissenschaft                                                            | ab 1516                                                                    | Rechtswissenschaftler und Hochschullehrer                                                                          |
|      | Ferdinand II. von Habsburg            | 1578–1637       | Katholische Theologie                                                         | 1590–1595                                                                  | Kaiser des Heiligen Römischen Reichs (1619–1637)                                                                   |
|      | Johann Sebastian von Hirnheim         | 1495–1555       | Rechtswissenschaften                                                          | 1508–vor 1514                                                              | Assessor (Richter) am Reichskammergericht in Speyer                                                                |
|      | Philipp Jakob Huth von Dessendorf     | 1742–1813       | Katholische Theologie Rechtswissenschaften                                    |                                                                            | Theologe; Universitätsbibliothekar in Ingolstadt                                                                   |
|      | Matthias Gretz                        | 1480–1543       | Katholische Theologie                                                         | 1516                                                                       | Theologe; Philosoph; Dichter                                                                                       |
|      | Sebastian Günthner                    | (1773–1820)     | Rechtswissenschaft, Geschichte und Diplomatik                                 | um 1800                                                                    | Benediktiner und Historiker                                                                                        |
|      | Georg Hauer                           | 1440–nach 1491  | Katholische Theologie                                                         | 1472–1477(?)                                                               | Mönch (Abtei Niederaltaich), Chronist                                                                              |
|      | Carl Sebastian Heller von Hellersberg | 1772–1818       | Rechtswissenschaften und Philosophie                                          | 1788–1793                                                                  | Staatsrechtler und Hochschullehrer                                                                                 |
|      | Jakob Henrichmann                     | um 1482–1561    | Rechtswissenschaften                                                          | nach 1506/vor 1514                                                         | Humanist, Jurist und Geistlicher                                                                                   |
|      | Philip Wilhelm von Hornick            | 1640–1714       | Rechtswissenschaften                                                          | 1660/61                                                                    | Merkantilist |
|      | Franz Xaver von Haeberl               | 1759–1846       | Medizin und Philosophie                                                       | 1781/82–1784                                                               | Arzt |
|      | Simon von Haeberl                     | 1772–1831       | Medizin                                                                       |                                                                            | Arzt, Reformer des bayerischen Gesundheitssystems                                                                  |
|      | Sebastian Heiß                        | 1571–1614       | Theologie und Philosophie                                                     | bis 1600                                                                   | Kontroversist |
|      | Melchior Khlesl                       | 1552–1630       | Katholische Theologie                                                         | 1579                                                                       | Bischof von Wien und Kanzler von Kaiser Matthias                                                                   |
|      | Anton Maria Kobolt                    | 1752–1826       | Philosophie Katholische Theologie Rechtswissenschaften                        | 1773–1777                                                                  | Kanoniker und Mitglied der Bayerischen Akademie der Wissenschaften                                                 |
|      | Wiguläus von Kreittmayr               | 1705–1790       | Rechtswissenschaften                                                          |                                                                            | bayerischer Staatsmann; Schöpfer des Codex Maximilianeus Bavaricus Civilis und des Codex Iuris Bavarici Criminalis |
|      | Franz von Krenner                     | 1762–1819       | Rechtswissenschaften                                                          | ab 1779                                                                    | Staatsmann |
|      | Johann Nepomuk Gottfried von Krenner  | 1759–1812       | Rechtswissenschaften                                                          | 1776–1779                                                                  | Staatsmann und Professor der Universität                                                                           |
|      | Matthäus Lang von Wellenburg          | 1468–1540       | Rechtswissenschaften                                                          | 1486 (Baccalaureus)                                                        | Erzbischof von Salzburg (1519–1549); Kardinal (ab 1535)                                                            |
|      | Johann Kaspar von Lippert             | 1729–1800       | Rechtswissenschaften                                                          | 1750–1755                                                                  | bayerischer Verwaltungsjurist, Historiker und Hochschullehrer                                                      |
|      | Anton Johann Lipowsky                 | 1723–1780       | Rechtswissenschaften                                                          | um 1746 (Lizenziat)                                                        | Jurist und Historiker, Gründungsmitglied der Churbairischen Akademie der Wissenschaften                            |
|      | Thaddäus Ferdinand Lipowsky           | 1738–1767       | Rechtswissenschaften                                                          | um 1760                                                                    | Beamter und Musiker                                                                                                |
|      | Johann von Mandl                      | 1588–1666       | Rechtswissenschaften                                                          | 1604–1607                                                                  | Staatsmann |
|      | Joseph Mangold                        | 1716–1787       | Theologie                                                                     | vor 1747                                                                   | Jesuit |
|      | Maximus Mangold                       | 1722–1797       | Theologie                                                                     | vor 1753                                                                   | Jesuit |
|      | Kaspar Manz                           | 1606–1677       | Rechtswissenschaft                                                            | vor 1625                                                                   | Rechtswissenschaftler, Kanzler von Pfalz-Neuburg                                                                   |
|      | Friedrich Martini                     | † 1630          |                                                                               | ab 1565                                                                    | Kirchenrechtler |
|      | Johann Nepomuk Mederer                | 1734–1808       | Katholische Theologie Kirchengeschichte                                       | 1760–1763                                                                  | Verfasser einer Chronik der Universität, Jesuit                                                                    |
|      | Franz Anton Mesmer                    | 1734–1815       | Katholische Theologie Philosophie Mathematik Physik Alte Sprachen Französisch | 1754–vor 1759                                                              | Arzt; Begründer des Animalischen Magnetismus (Mesmerismus)                                                         |
|      | Johann Adam Morasch                   | 1682–1734       | Philosophie Medizin                                                           | vor 1707–1710                                                              | Mediziner und Hochschullehrer                                                                                      |
|      | Andreas Osiander                      | 1498–1552       | Katholische Theologie                                                         | 1515–vor 1522                                                              | Reformator |
|      | Aegidius Ranbeck                      | 1608–1692       |                                                                               | Benediktiner, Kirchenrechtler in Salzburg                                  | |
|      | Ehrenreich Pirhing                    | 1606–1679       | Philosophie und Rechtswissenschaft                                            | Jesuit, römisch-katholischer Theologe, Kirchenrechtler und Hochschullehrer | |
|      | Sebastian Pollinger                   | † 1590          | Katholische Theologie                                                         | 1573–1579                                                                  | Weihbischof in Würzburg                                                                                            |
|      | Philipp von Rodenstein                | 1564–1604       | Katholische Theologie                                                         | 1582–1584                                                                  | Fürstbischof von Worms (1595–1604)                                                                                 |
|      | Stephan Rosinus                       | 1470–1548       | Mathematik                                                                    | 1496–1498                                                                  | Humanist, Hochschullehrer und Diplomat                                                                             |
|      | Joseph von Sartori                    | 1749–1812       | Rechtswissenschaft                                                            | um 1770                                                                    | Publizist und Verwaltungsjurist                                                                                    |
|      | Christoph Leopold von Schaffgotsch    | 1623–1703       | Rechtswissenschaften                                                          | 1640er-Jahre                                                               | Staatsmann |
|      | Caspar Schatzger                      | 1463/64–1527    | Katholische Theologie                                                         | 1489–1497                                                                  | Kontroverstheologe der Reformationszeit                                                                            |
|      | Hans von Schellenberg                 | 1552–1609       | Philosophie und Rechtswissenschaften                                          | 1564–1569                                                                  | Gutsbesitzer und Gelehrter                                                                                         |
|      | Franz Schmalzgrueber                  | 1663–1735       | Kanonisches Recht                                                             | vor 1689                                                                   | Schrieb ein Standardwerk für das kanonische Recht; Jesuit                                                          |
|      | Arsacius Seehofer                     | um 1505–um 1540 | Theologie                                                                     | 1518–1522                                                                  | reformatorischer Theologe                                                                                          |
|      | Wilhelm I. Sölner                     | 1671–1741       | Katholische Theologie                                                         | um 1690                                                                    | Abt des Zisterzienserklosters Ebrach                                                                               |
|      | Daniel Stadler                        | 1705–1764       | Philosophie Mathematik Katholische Theologie                                  | 1725–1727 1731–1735                                                        | Jesuit, Historiker und Beichtvater des Kurfürsten Maximilian III. Joseph von Bayern                                |
|      | Georg von Stengel                     | 1775–1824       | Rechtswissenschaften                                                          | 1796                                                                       | Bergrat und Ministerialbeamter der bayerischen Regierung                                                           |
|      | Johannes Stöffler                     | 1452–1531       | Katholische Theologie                                                         | 1472–1476                                                                  | Mathematiker; Astronom; Professor und Rektor in Tübingen                                                           |
|      | Joseph von Thoma                      | 1767–1849       | Forstbeamter                                                                  |                                                                            | Forstbeamter |
|      | Thomas Truchseß von Wetzhausen        | 1460–1523       | Katholische Theologie                                                         | 1484/1485                                                                  | Theologe, Humanist und Generalvikar im Fürstbistum Speyer                                                          |
|      | Edmund Zoz                            | 1653–1706       | Katholische Theologie                                                         | 1668                                                                       | Zisterzienserabt                                                                                                   |

## Fortwirken

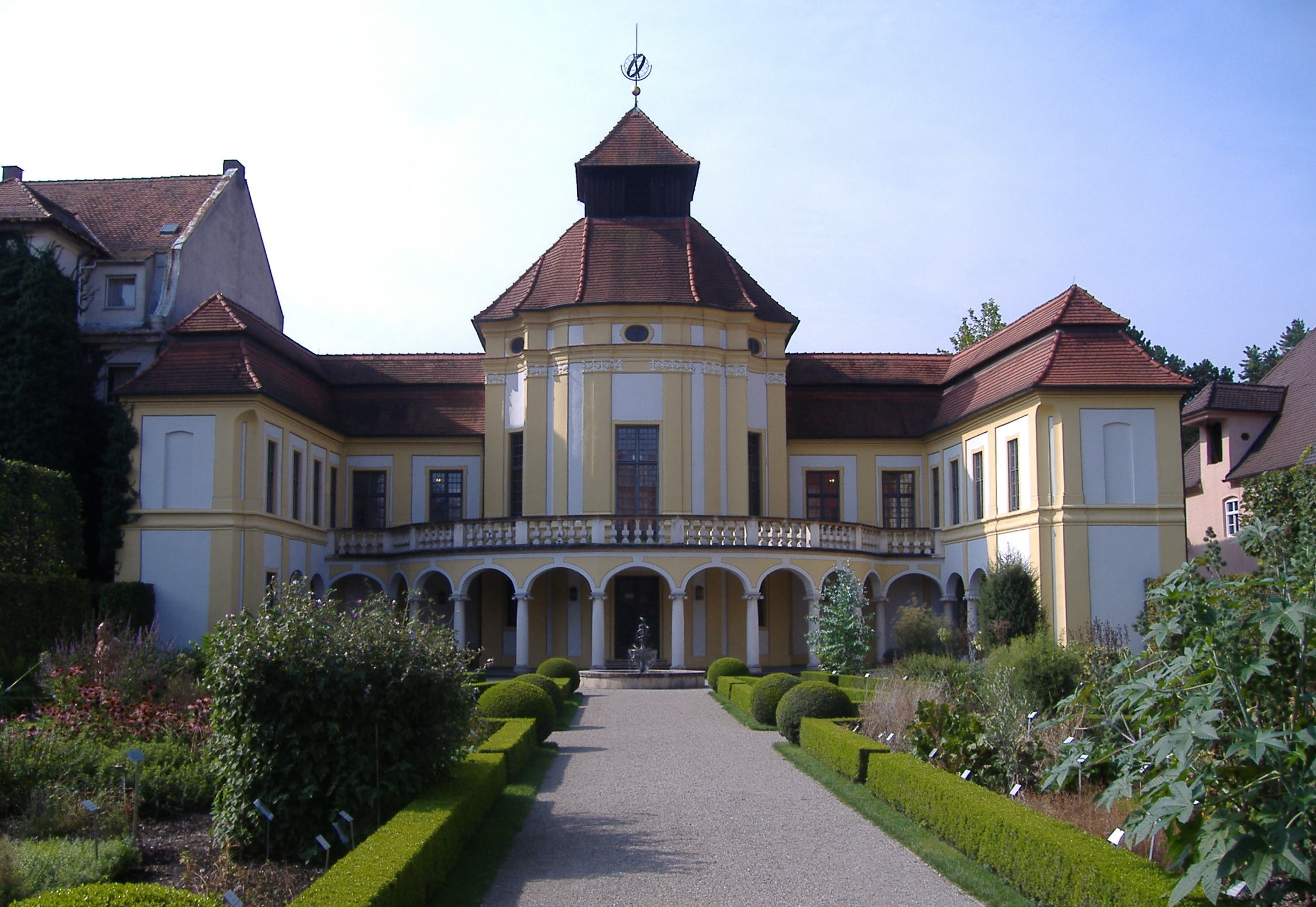
Die Alte Anatomie, das Gebäude der medizinischen Fakultät der Universität Ingolstadt.

Der 1818 veröffentlichte Roman Frankenstein von Mary Shelley erzählt die Geschichte des jungen Victor Frankenstein, der an der damals berühmten Universität Ingolstadt einen künstlichen Menschen erschafft.
Im Jahre 1989 wurde Ingolstadt mit der Gründung einer wirtschaftswissenschaftlichen Fakultät durch die Katholische Universität Eichstätt-Ingolstadt erneut Universitätsstadt. Diese Fakultät ist heute auch als WFI – Ingolstadt School of Management bekannt. Im Sommer 2022 wurde der Standort der KU Eichstätt-Ingolstadt in Ingolstadt durch die Gründung des Mathematischen Instituts für Maschinelles Lernen und Data Science (MIDS) und die damit verbundene Sanierung des Georgianums, dem ehemaligen Universitätsgebäudes, erweitert.

### Primärliteratur
- Valentin Rotmar, Johannes Engerd, Johann Nepomuk Mederer (Bearb.): Annales Ingolstadiensis Academiae, Teil I Ab Anno 1472. ad Annum 1572.; Teil II Ab Anno 1572. ad Annum 1672.; Teil III Ab Anno 1672. ad Annum 1772. Johann Wilhelm Krüll, früher Johann Ferdinand Luzenberger, Ingolstadt 1782 (Google-Books), (Google-Books) und (Google-Books) (Veröffentlichung der Matrikel in Auswahl, adelige Studenten und Patriziersöhne vollständig)
- Franz Xaver Freninger: Das Matrikelbuch der Universität Ingolstadt–Landshut–München: Rectoren, Professoren, Doctoren 1472–1872; Candidaten 1772–1872. Friedberg (Bayern) 1872. (Digitalisat)
- Götz Freiherr von Pöllnitz: Die Matrikel der Ludwig-Maximilians-Universität, Ingolstadt-Landshut-München. München 1937–1984 (5 Bände).
- Lieselotte Resch, Ladislaus Buzás: Verzeichnis der Doktoren und Dissertationen der Universität Ingolstadt–Landshut–München 1472–1970. Theologische, Juristische, Staatswirtschaftliche Fakultät. Ludwig-Maximilians-Universität, München 1975 (Digitalisat).

### Sekundärliteratur
- Laetitia Boehm, Johannes Spörl: Die Ludwig-Maximilians-Universität in ihren Fakultäten. Band 1. Berlin 1972, ISBN 3-428-02702-7.
- Laetitia Boehm, Johannes Spörl (Hrsg.): Ludwig-Maximilians-Universität Ingolstadt-Landshut-München (1472–1972). Berlin 1972.
- Albrecht Liess: Die artistische Fakultät der Universität Ingolstadt 1472–1588. In: Laetitia Boehm, Johannes Spörl (Hrsg.): Die Ludwig-Maximilians-Universität in ihren Fakultäten. Band 2. Duncker & Humblot, Berlin 1980, ISBN 3-428-04737-0, S. 9–35.
- Leonore Liess: Geschichte der medizinischen Fakultät in Ingolstadt von 1472 bis 1600 (= Schriftenreihe der Münchener Vereinigung für Geschichte der Medizin e. V. Band 14). Demeter Verlag, Gräfelfing 1984.
- Petronella Loew: Die Geschichte des Studententums an der Universität Ingolstadt im Zeitalter des Humanismus und der Reformation (1472–1550). Philosophische Dissertation München 1941.
- Rainer A. Müller: Studium und Studenten an der Medizinischen Fakultät der Universität Ingolstadt im 18. Jahrhundert. In: Sammelblatt des Historischen Vereins Ingolstadt. Band 83, 1974, S. 187–217.
- Karl Prantl: Ludwig-Maximilians-Universität. Ingolstadt, Landshut, München. 1472–1972. München 1972, ISBN 3-428-02700-0. (Festschrift zum fünfhundertjährigen Bestehen)
- Heinz Jürgen Real: Die privaten Stipendienstiftungen der Universität Ingolstadt im ersten Jahrhundert ihres Bestehens (= Forschungen und Quellen, Band 4). Duncker & Humblot, Berlin 1972, ISBN 3-428-02638-1.
- Josef Schaff: Geschichte der Physik an der Universität Ingolstadt. Erlangen 1012.
- Christoph Schöner: Mathematik und Astronomie an der Universität Ingolstadt im 15. und 16. Jahrhundert (= Ludovico Maximilianea. Forschungen, Band 13). Duncker & Humblot, Berlin 1994 (zugleich Dissertation Ludwig-Maximilians-Universität, 1993).
- Gerhard Wilczek: Epochen der Universität Ingolstadt. Wilczek, Ingolstadt 1998.
- Helmut Wolff: Geschichte der Ingolstädter Juristenfakultät 1472–1625 (= Ludovico Maximilianea Universität Ingolstadt-Landshut-München. Forschungen, Band 5). Duncker & Humblot, Berlin 1973, ISBN 3-428-02941-0.
- Helmut Zedelmaier: Das Meiste aber endet als Schrott. Die mathematisch-physikalischen Sammlungen der Universität Ingolstadt. In: Sammlungen in Bewegung. Historische Essays. Schwabe, Basel 2025, ISBN 978-3-7965-5216-8, S. 49–59.